# Culross
Culross är en ort i Storbritannien.   Den ligger i kommunen Fife och riksdelen Skottland, i den centrala delen av landet, 500 km norr om huvudstaden London. Culross ligger 10 meter över havet och antalet invånare är 395.
Terrängen runt Culross är huvudsakligen platt, men åt nordost är den kuperad. Havet är nära Culross åt sydost. Runt Culross är det ganska tätbefolkat, med 207 invånare per kvadratkilometer. Närmaste större samhälle är Livingston, 18,1 km söder om Culross. Trakten runt Culross består i huvudsak av gräsmarker.